# Амарнатх

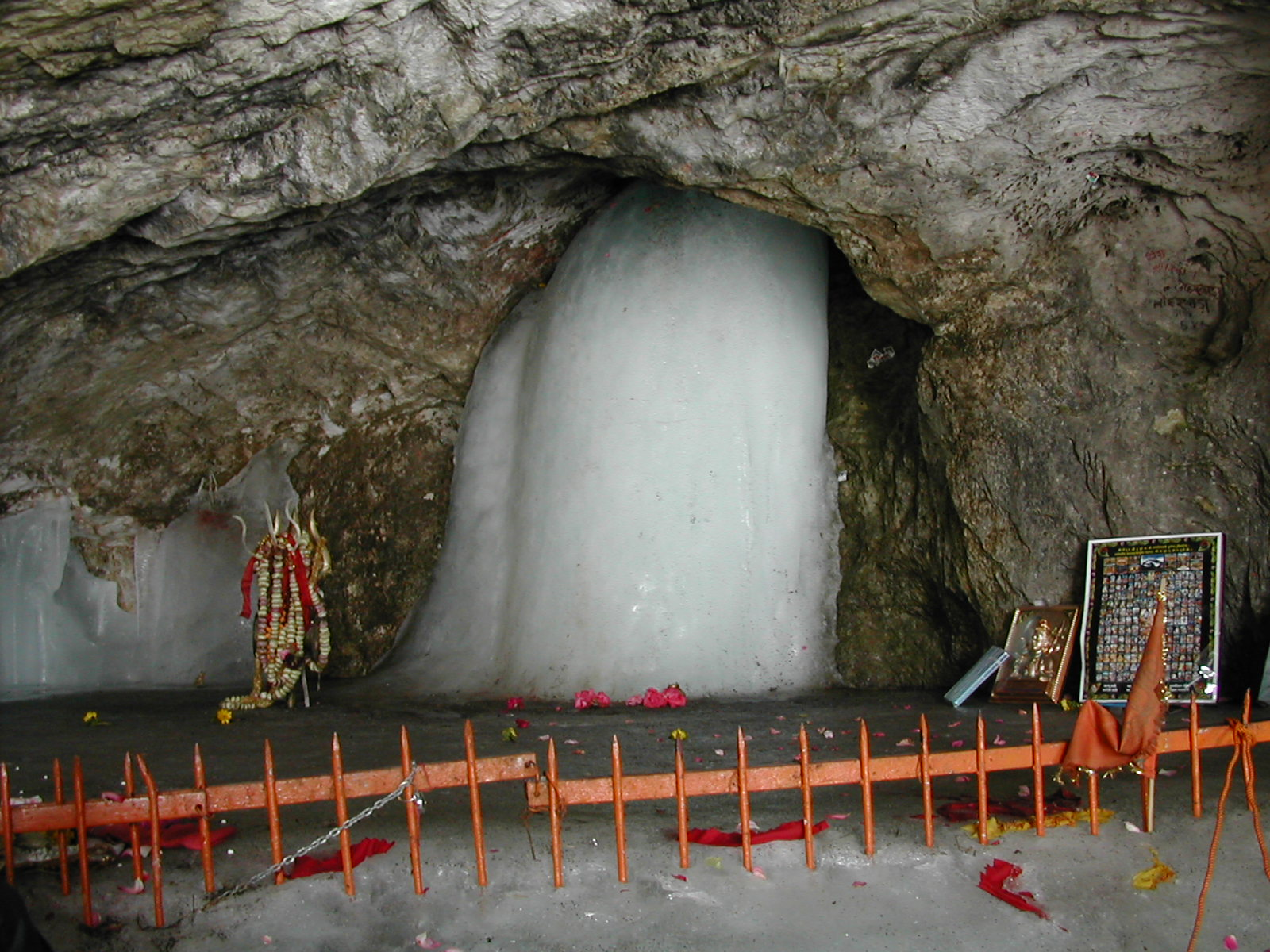

Печери Амарнатх (гінді अमरनाथ गुफा) — одна з найвідоміших індуїстських святинь, розташована в індійському штаті Джамму і Кашмір. Згідно з індуїстською міфологією, це печера, де Шива пояснив таємницю життя Парваті. Усередині печери Амарнатх розташовані крижані брили — сваямбху мурті, які є уособленням (лінгам) бога Шиви.
Печера розташована на висоті 3888 метрів, за 141 кілометрах від Шрінагара, столиці штату Джамму і Кашмір.